# Moses Kunitz
Moses Kunitz (geb. 19. Dezember 1887 in Slonim, Russisches Kaiserreich; gest. 21. April 1978 in Philadelphia, Pennsylvania) war ein russisch-amerikanischer Biochemiker.
Kunitz ist für seine Arbeiten zu Enzymen bekannt, deren Wesen als Proteine er gemeinsam mit John H. Northrop nachweisen konnte. Kunitz gelang die Isolierung beziehungsweise Kristallisation verschiedener Proteine (darunter Pepsin 1930, Chymotrypsin B 1935, Streptodornase 1948). Er konnte aufklären, dass Pepsin aus einem inaktiven Vorläufer gebildet wird (Pepsinogen).

## Leben
Kunitz emigrierte 1909 in die Vereinigten Staaten. Hier arbeitete er zunächst in einer Fabrik für Strohhüte und besuchte die Abendschule der Cooper Union für Chemie. 1913 erhielt er eine Stellung im Labor von Jacques Loeb, der Kunitz ermutigte, an der Cooper Union Elektroingenieurwesen zu studieren (Bachelor 1916). Kunitz erhielt 1915 die amerikanische Staatsbürgerschaft. 1924 erwarb er an der Columbia University einen Ph.D. in Biochemie.
Ab 1923 war Kunitz Forschungsassistent am Rockefeller Institute for Medical Research (RIMR), ab 1926 an dessen Dependence in Princeton, New Jersey. Am RIMR stieg er bis 1950 zum Forschungsleiter (Member) auf und wurde 1953 emeritiert. Im Zweiten Weltkrieg arbeitete er unter anderem zu Rizin und zur Wirkung von Giftgas. Als 1965 aus dem RIMR die Rockefeller University wurde, erhielt Kunitz den Titel „Professor“. Erst 1972 ging er endgültig in den Ruhestand.
1933 wurde Kunitz als Fellow in die American Association for the Advancement of Science gewählt, 1967 als Mitglied in die National Academy of Sciences. 1978 wurde er Ehrendoktor der Rockefeller University. Nach ihm ist die Maßeinheit Kunitz benannt, die die Aktivität von Ribonukleasen beschreibt.
Kunitz wurde dreimal für einen Nobelpreis nominiert: 1937 von Otto Warburg für den Nobelpreis für Physiologie oder Medizin und 1941 von Edwin Cohn und von Ronald Ferry für den Nobelpreis für Chemie. Letztlich erhielten John Howard Northrop und Wendell Meredith Stanley 1946 für die „Darstellung von Enzymen und Virus-Proteinen in reiner Form“ den Nobelpreis für Chemie.
Laut Datenbank Scopus, die Zitationen überwiegend erst aus der Zeit nach den 1970er Jahren erfasst, hat Kunitz einen h-Index von 18 (Stand Juni 2022).
Kunitz war seit 1912 mit Sarah Blum verheiratet, mit der er zwei Kinder hatte. 1939 heiratete er Rebecca Shamaskin. Er starb im Alter von 90 Jahren in einem Altenheim in Philadelphia. Sein Grab befindet sich auf dem Wellwood Cemetery auf Long Island.